# Camponotus alii
Camponotus alii är en myrart som beskrevs av Auguste-Henri Forel 1890. Camponotus alii ingår i släktet hästmyror, och familjen myror.

## Underarter
Arten delas in i följande underarter:
- C. a. alii
- C. a. auresi
- C. a. concolor
- C. a. hoggarensis
- C. a. laurenti